# Carenses (Cerdeña)
Los carenses fueron una antigua tribu de Cerdeña.

## Historia
Descrito este antiguo pueblo por Ptolomeo (III, 3), los carenses habitaban al sur de los coracenses y al norte de los salcitani y los lucuidonenses.